# Palazzo Balbi Valier
Palazzo Balbi Valier (anche noto come Palazzo Molin Balbi Valier della Trezza e Palazzo Balbi-Valier Sammartini) è un edificio veneziano affacciato su Canal Grande e sito nel sestiere di Dorsoduro tra Palazzo Contarini Dal Zaffo e Palazzo Loredan Cini, poco distante da Campo San Vio.

## Storia
Inizialmente costruito in forme gotiche, venne sostituito da un edificio più moderno nel Seicento. Nel 1828 venne arricchito dalla realizzazione del parco adiacente, collocato dove un tempo sorgeva il fatiscente palazzo Paradiso. Attualmente è diviso in più proprietà e ospita pure una galleria d'arte.

## Architettura
La facciata tripartita del Palazzo, realizzata nel Seicento, è contraddistinta dalla presenza di due peculiari corpi di fabbrica sporgenti cronologicamente posteriori in pietra d'Istria aventi le pareti interne curvate verso il portale ad acqua (formato da tre aperture) e ospitanti delle anomale terrazze affacciate sul Canal Grande. Ai piani superiori troviamo invece due quadrifore e quattro coppie di monofore.
Internamente è contraddistinto da una corte con vera da pozzo sulla quale si aprono una quadrifora e una serliana composta da tre aperture. Sulla facciata posteriore è presente un gigantesco portale di terra barocco decorato da un imponente stemma.